# Rings, Il Decimo Anello
Rings, Il Decimo Anello è un album discografico del pianista compositore Arturo Stalteri, pubblicato nel 2003 da Materiali Sonori.

## Il disco
Il progetto, ideato e prodotto da Arlo Bigazzi e Arturo Stalteri, è dedicato a Il Signore degli Anelli di John Ronald Reuel Tolkien. Scoperta   per la prima volta a 18 anni e poi riletta più volte anche in versione originale, la Trilogia di Tolkien ha appassionato a tal punto Stàlteri da diventare il filo conduttore in diversi suoi lavori.
Il cd, al quale hanno partecipato vari strumentisti, contiene due canzoni Gandalf the White e Verso Lorien interpretate da Jenny Sorrenti voce dei Saint Just negli anni '70. Cavalieri neri è la traccia più antica, infatti è stata scritta nel 1979. Lo specchio di Galadriel era già apparsa, in una versione completamente diversa, su Racconti brevi. The Old Forest è un omaggio al musicista svedese Bo Hansson che nel 1970 pubblicò un lavoro dedicato alla Trilogia. Il disco comprende un inserto multimediale.

## Tracce
Musiche di Arturo Stàlteri; edizioni musicali Materiali sonori.
1. Baggins' Theme – 0:23 (musica: Arturo Stàlteri) – Yasue Ito violino
2. Bilbo's Party – 2:50 (musica: Arturo Stàlteri) – Arlo Bigazzi co-arrangiamento, basso elettrico, Laura Pierazzuoli violoncello, Yasue Ito violino, Stefano Pogelli ghironda
3. Gandalf the White – 3:36 (testo: Jenny Sorrenti – musica: Arturo Stàlteri) – Stefano Pogelli flauto irlandese, flauto barocco, Jenny Sorrenti voce, Laura Pierazzuoli violoncello, Yasue Ito violino, Enrico Fink voce recitante
4. Rivendell – 3:50 (musica: Arturo Stàlteri e Arlo Bigazzi) – Arlo Bigazzi co-arrangiamento, Laura Pierazzuoli violoncello, Yasue Ito violino, Stefano Pogelli flauto barocco, bombarda, flauto irlandese
5. Le Ultime Luci di Brea – 11:29 (musica: Arturo Stàlteri) – Laura Pierazzuoli violoncello, Yasue Ito violino
6. Fangorn – 2:53 (musica: Arturo Stàlteri)
7. Cavalieri Neri – 2:22 (musica: Arturo Stàlteri) – Laura Pierazzuoli violoncello, Yasue Ito violino
8. Lo specchio di Galadriel – 4:47 (musica: Arturo Stàlteri) – Laura Pierazzuoli violoncello, Yasue Ito violino, Jenny Sorrenti voce, Stefano Pogelli bagpipe
9. The old forest – 3:47 (musica: Bo Hansson) – Stefano Pogelli ghironda, Arlo Bigazzi basso elettrico, Laura Pierazzuoli violoncello
10. The ring bearer – 0:28 (musica: Arturo Stàlteri)
11. Théoden e i ricordi – 8:09 (musica: Arturo Stàlteri) – Laura Pierazzuoli violoncello, Stefano Pogelli cromorno
12. Verso Lorien – 3:31 (testo: Jenny Sorrenti – musica: Arturo Stàlteri) – Arlo Bigazzi co-arrangiamento, Jenny Sorrenti voce, Laura Pierazzuoli violoncello, Stefano Pogelli flauto irlandese
13. The ride of the Rohirrim – 3:15 (musica: Arturo Stàlteri) – )Laura Pierazzuoli violoncello, Yause Ito violino
14. The Grey Havens' Lullaby – 4:53 (musica: Arturo Stàlteri)
15. Memory of a Hobbit – 0:51 (musica: Arturo Stàlteri e Arlo Bigazzi) – Lorenzo Tommasini arrangiamento, Stefano Pogelli cromorno

Durata totale: 57:04
The Rings Multimedia Track
Musiche di Arturo Stàlteri e Pier Luigi Andreoni; edizioni musicali Materiali sonori.
1. Dolce Vento, Folle Vento (Il canto di Legolas) – 7:55 (musica: Arturo Stàlteri)
2. Verso Lorien – 4:10 (musica: Arturo Stàlteri) – strumentale
3. Gandalf the White – 3:29 (musica: Arturo Stàlteri) – versione alternativa, Pier Luigi Andreoni co- arrangiamento

Durata totale: 15:34